# Tillandsia arroyoensis
Tillandsia arroyoensis là một loài thuộc chi Tillandsia. Đây là loài đặc hữu của México.